# Treteau
Treteau é uma comuna francesa na região administrativa de Auvérnia-Ródano-Alpes, no departamento Allier. Estende-se por uma área de 31,11 km². Em 2010 a comuna tinha 529 habitantes (densidade: 17 hab./km²).